# 清州空港駅
清州空港駅（チョンジュくうこうえき/チョンジュゴンハンえき）は、大韓民国忠清北道清州市清原区内秀邑にある韓国鉄道公社（KORAIL）忠北線の駅である。

## 駅構造
- 相対式ホーム2面2線の地上駅。
- 駅に直接切符売場などはなく清州空港内の観光案内所か列車内で購入する。

## 駅周辺
- 清州国際空港 - 駅名の由来。

## 歴史
- 2000年10月14日 - 開業。

## 隣の駅
韓国鉄道公社
忠北線
梧根場駅 - 清州空港駅 - (内秀駅) - 曽坪駅